# 조동일
조동일(趙東一, 1939년 8월 9일 ~ )은 대한민국의 국문학자, 교육자이며 학술원 회원이다. 대표작으로 《한국문학통사》와 세계문학사 관련 저서들이 있다.

## 생애
- 1939년 8월 9일 경상북도 영양군 일월면 주실마을 출생. 주실마을은 한양 조씨 집성촌으로서 시인 조지훈의 출신지이기도 하다.
- 서울대학교 불어불문학과 졸업
- 서울대학교 국어국문학과 졸업
- 서울대학교 국어국문학과 문학박사
- 계명대학교, 영남대학교, 한국학중앙연구원, 서울대학교 교수 역임
- 계명대학교 석좌교수 역임

## 저서
- 《한국문학통사》(1982~1989)
- 《한국문학과 세계문학》(1991)
- 《동아시아문학사비교론》(1993)
- 《우리 학문의 길》(1993)
- 《한국의 문학사와 철학사》(1996)
- 《세계문학사의 허실》(1996)
- 《인문학문의 사명》(1997)
- 《카타르시스·라사·신명풀이》(1997)
- 《공동문어문학과 민족어문학》(1999)
- 《철학사와 문학사 둘인가 하나인가》(2000)
- 《세계문학사의 전개》(2002)
- 《세계·지방화시대의 한국학》시리즈 (2005-2009)
- 《공부의 즐거움》 (공저, 2006)